# Qaraarx
Qaraarx è un comune dell'Azerbaigian situato nel distretto di Samux. Conta una popolazione di 500 abitanti.